# Eden (dystrykt)
Eden – dawny dystrykt niemetropolitalny w hrabstwie Kumbria w Anglii. Utworzony został 1 kwietnia 1974, a zlikwidowany 1 kwietnia 2023; włączony do nowo utworzonej jednostki typu unitary authority Westmoreland and Furness.

## Miasta
- Alston
- Appleby-in-Westmorland
- Kirkby Stephen
- Penrith

## Inne miejscowości
Ainstable, Armathwaite, Askham, Bampton, Blencarn, Bolton, Brampton, Brough Sowerby, Brough, Brougham, Carleton, Catterlen, Cliburn, Clifton, Colby, Coupland, Crackenthorpe, Crosby Ravensworth, Culgaith, Dacre, Dufton, Eamont Bridge, Garrigill, Glassonby, Great Musgrave, Great Salkeld, Great Strickland, Greystoke, Hackthorpe, Hartley, Helbeck, Helton, Hunsonby, Hutton Roof, Ivegill, Kaber, King’s Meaburn, Kirkby Thore, Kirkland, Kirkoswald, Knock, Langwathby, Lazonby, Little Musgrave, Little Salkeld, Little Strickland, Long Marton, Low Hesket, Maulds Meaburn, Melmerby, Middlesceugh, Milburn, Morland, Mungrisdale, Murton, Nateby, Nenthead, Newbiggin, Newbiggin-on-Lune, Newby, Newton Reigny, Orton, Ousby, Patterdale, Penruddock, Pooley Bridge, Ravenstonedale, Redhills, Renwick, Sandford, Shap, Skelton, Sleagill, Smardale, Soulby, Southwaite, Stainton, Tebay, Temple Sowerby, Threlkeld, Thrimby, Troutbeck, Waitby, Warcop, Winton.